# Dorcopsis muelleri
Dorcopsis muelleri é uma espécie de marsupial da família Macropodidae. Endêmico da Nova Guiné Ocidental, na Indonésia.